# Stegana meichiensis
Stegana meichiensis är en tvåvingeart som beskrevs av Chen och Masanori Joseph Toda 1994. Stegana meichiensis ingår i släktet Stegana och familjen daggflugor. Inga underarter finns listade i Catalogue of Life.